# Harmony (ISS-Modul)
Harmony (englisch für Harmonie) ist nach Unity das zweite Verbindungsmodul (früher Node 2 genannt) der Internationalen Raumstation (ISS). Am 8. Februar 2010 folgte mit Tranquility noch ein dritter und letzter Verbindungsknoten.
Harmony ist 6,71 m lang, hat einen Durchmesser von 4,48 m und eine Startmasse von 14,5 t. Das druckbeaufschlagte Volumen beträgt ca. 75,5 m³. Das Modul verfügt über acht Racks, die zur Versorgung der Station mit Luft, Elektrizität und Wasser dienen, sowie andere lebensnotwendige Systeme enthalten.
Harmony kontrolliert und verteilt die Ressourcen der Trägerstruktur und des US-Labors Destiny zu den verbundenen Segmenten; dem europäischen Columbus-Labor, dem Kopplungsadaptern PMA-2, dem japanischen Wissenschaftsmodul Kibō, dem Mehrzweck-Logistikmodul und dem HTV-Transportfahrzeug. Zudem dient es als Ausgangspunkt für das ISS Remote Manipulator System.

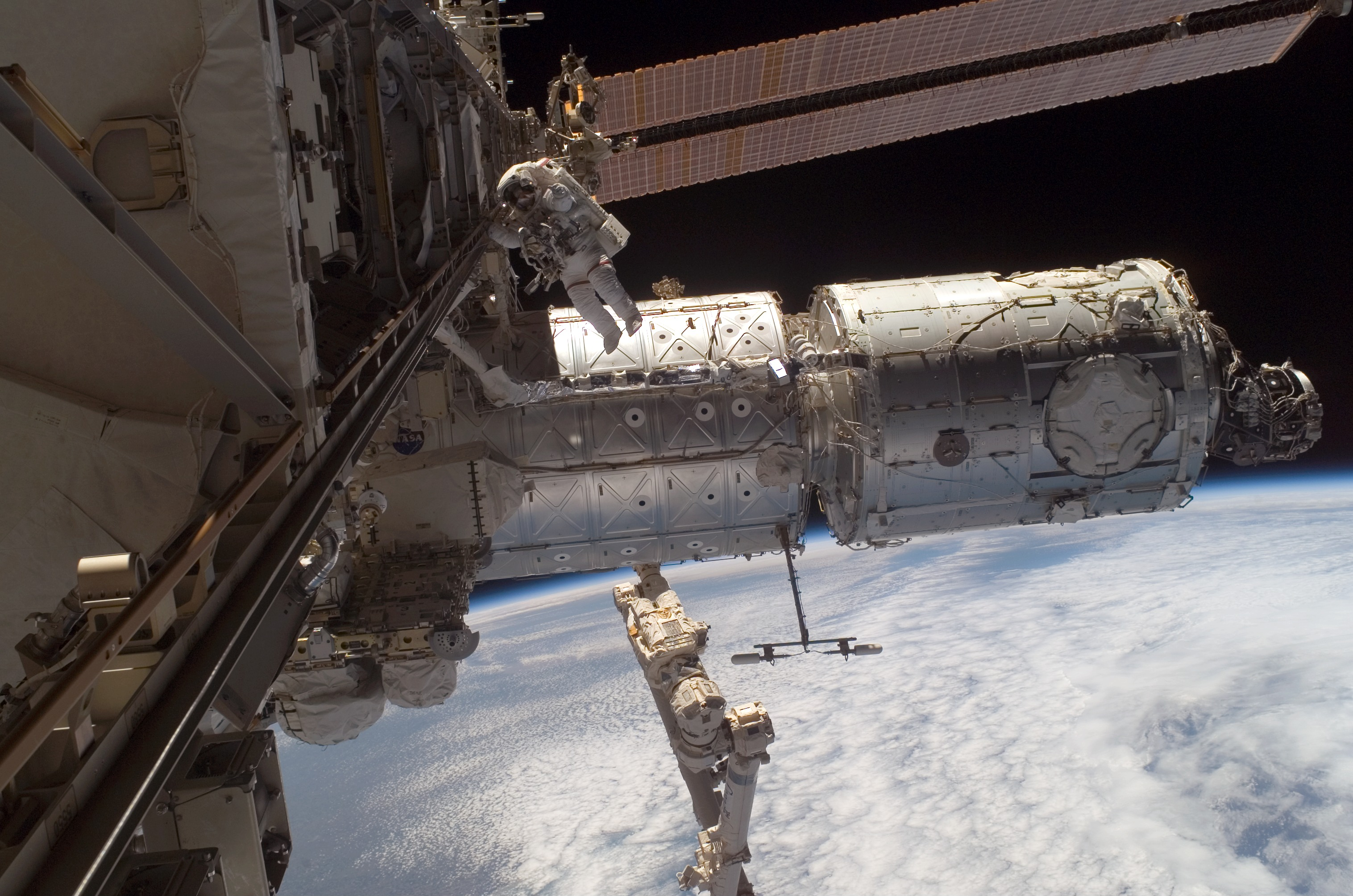
Harmony montiert am Destiny-Modul 2007, noch ohne die Module Kibo und Columbus

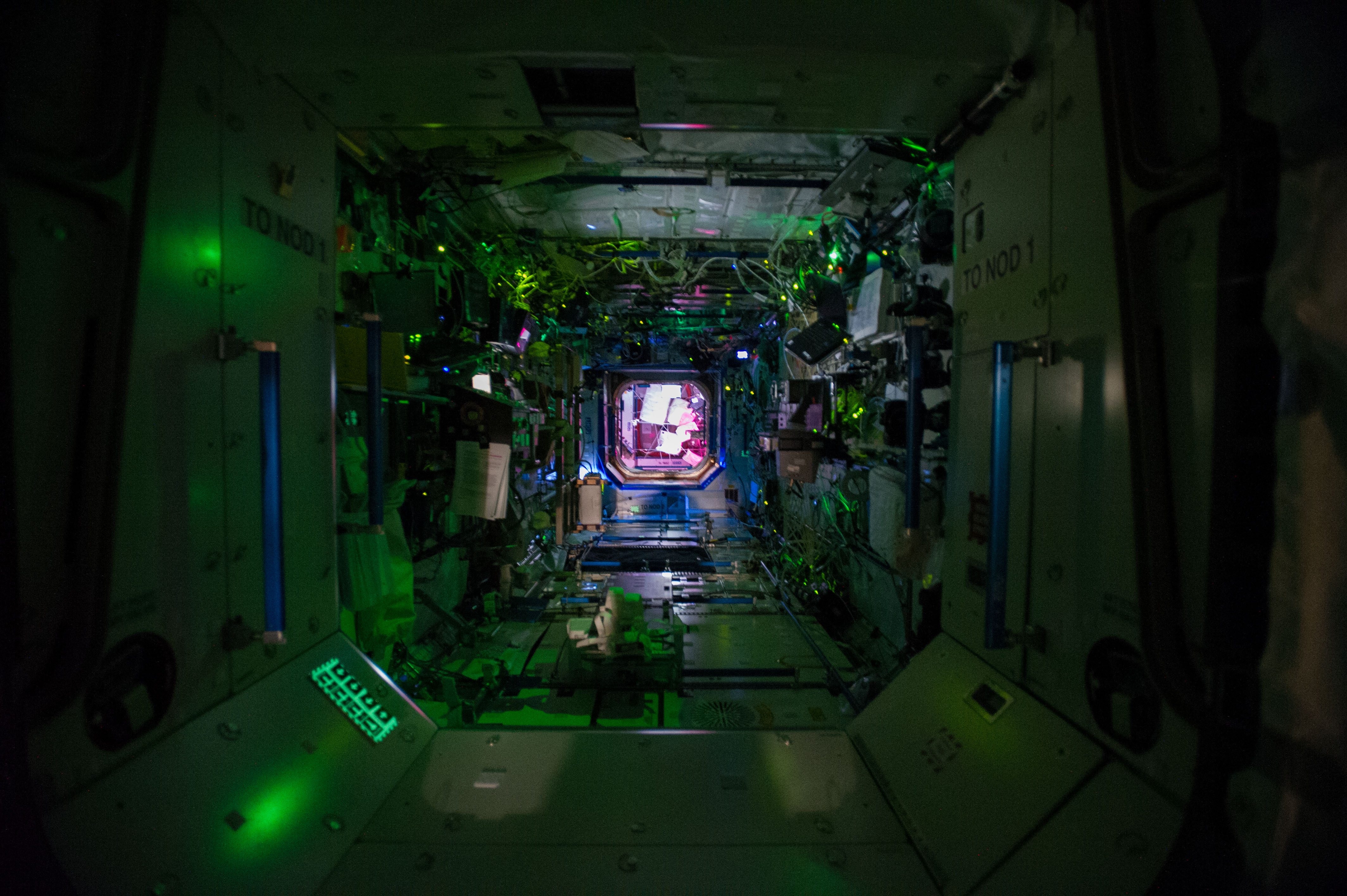
Beleuchtung während der Schlafenszeit

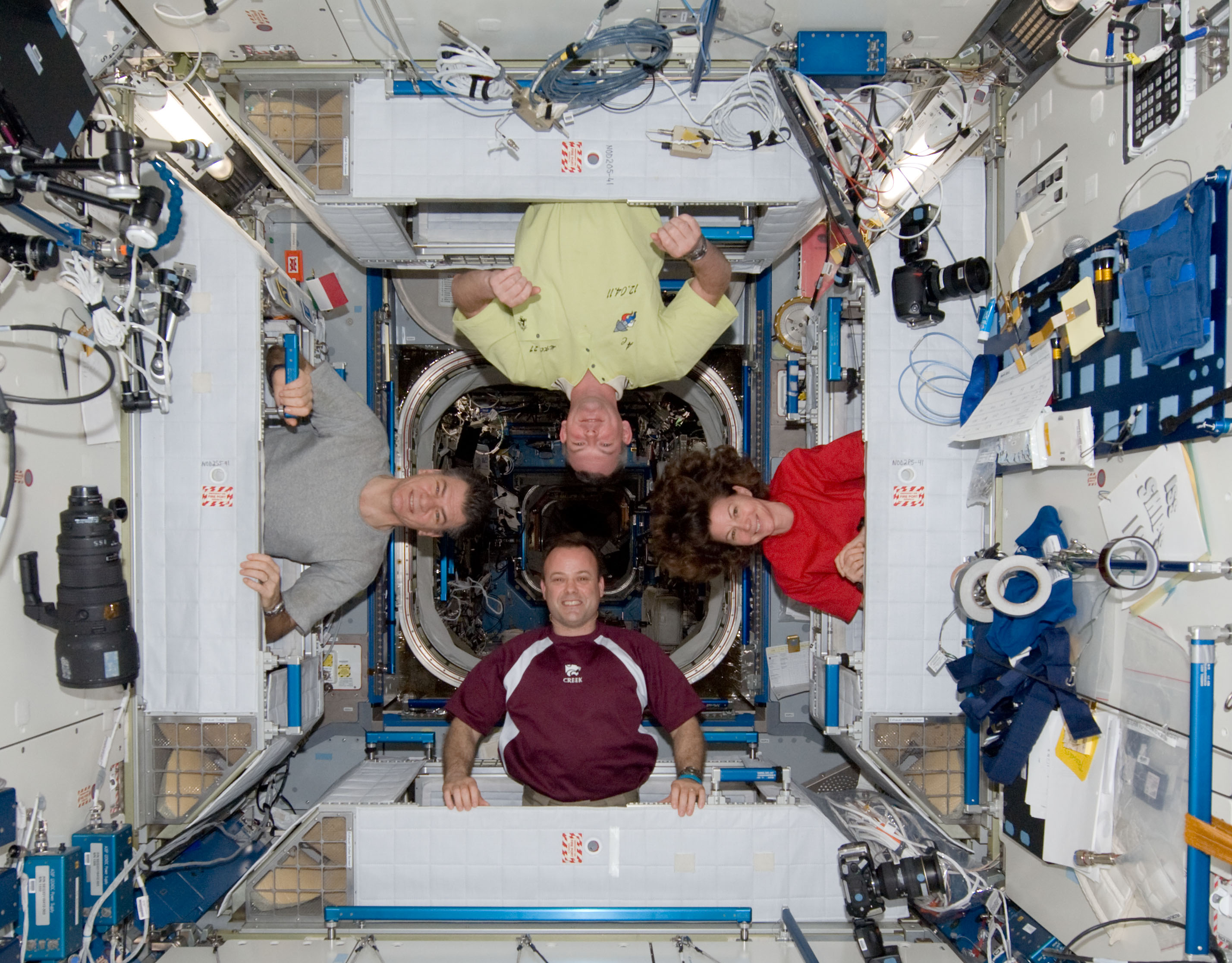
Innenansicht der Harmony (im Photo zu sehen: Ronald John Garan, Catherine Coleman, Paolo Nespoli und Alexander Samokutyaev)

Das Modul gehört zum US-amerikanischen Teil der Station und wurde von Alenia Spazio (Italien) im Auftrag der Europäischen Weltraumorganisation (ESA) und der Agenzia Spaziale Italiana für die NASA gebaut. Diese transportiert dafür im Gegenzug das Raumlabor Columbus zur ISS.
Harmony wurde mit einem Airbus Beluga vom italienischen Turin in die USA geflogen und traf am 1. Juni 2003 am Kennedy Space Center ein. Am 18. Juni erfolgte die offizielle Übergabe an die NASA. Das Modul startete am 23. Oktober 2007 mit der Space-Shuttle-Mission STS-120 zur ISS und wurde drei Tage später vorläufig an Unity montiert. Am 14. November 2007 wurde es an seine endgültige Position, am Ende des Destiny Labors, verlagert.